# Kurupi (dinosaure)
Pour les articles homonymes, voir Kurupi (homonymie).
Kurupi itaata
Genre
Espèce
Kurupi est un genre de dinosaures théropodes de la famille des Abélisauridae de la formation Marília (en) du Crétacé supérieur au Brésil. Le type et la seule espèce est Kurupi itaata. Il est ainsi nommé parce que ses restes ont été retrouvés près d'un love hôtel.

## Étymologie
Le nom générique tire son nom de Kurupi, un dieu de la fertilité et du sexe de la mythologie guaranie. Selon les auteurs, « Le choix du nom est dû au fait que les fossiles ont été trouvés dans la région de « Motel Paraíso » (« Motel du Paradis »), un lieu destiné aux rencontres intimes. » Le nom spécifique est dérivé de la langue tupi et a deux racines : ita, signifiant dur, et atã, signifiant roche. Ce nom fait référence aux roches cimentées de la région de Monte Alto. Ensemble, le nom générique et spécifique peut être traduit par « Kurupi dur comme le roc », ou « dieu du sexe dur comme le roc ».

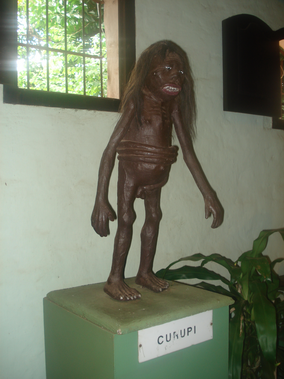
Kurupi, le dieu du sexe et de la fertilité

## Description
L'holotype,MPMA 27-0001/02, se compose de trois vertèbres caudales et d'une ceinture pelvienne partielle. Les auteurs estiment que l'animal mesurait 5 mètres de long. Il s'agirait d'un chasseur à la queue raide.

## Classification
Les descripteurs attribuent Kurupi aux Abelisauridae, mais ses relations précises sont incertaines car une analyse phylogénétique ne génère qu'une polytomie massive d'Abelisauridae plus dérivés que Spectrovenator.